# Rhon Diels

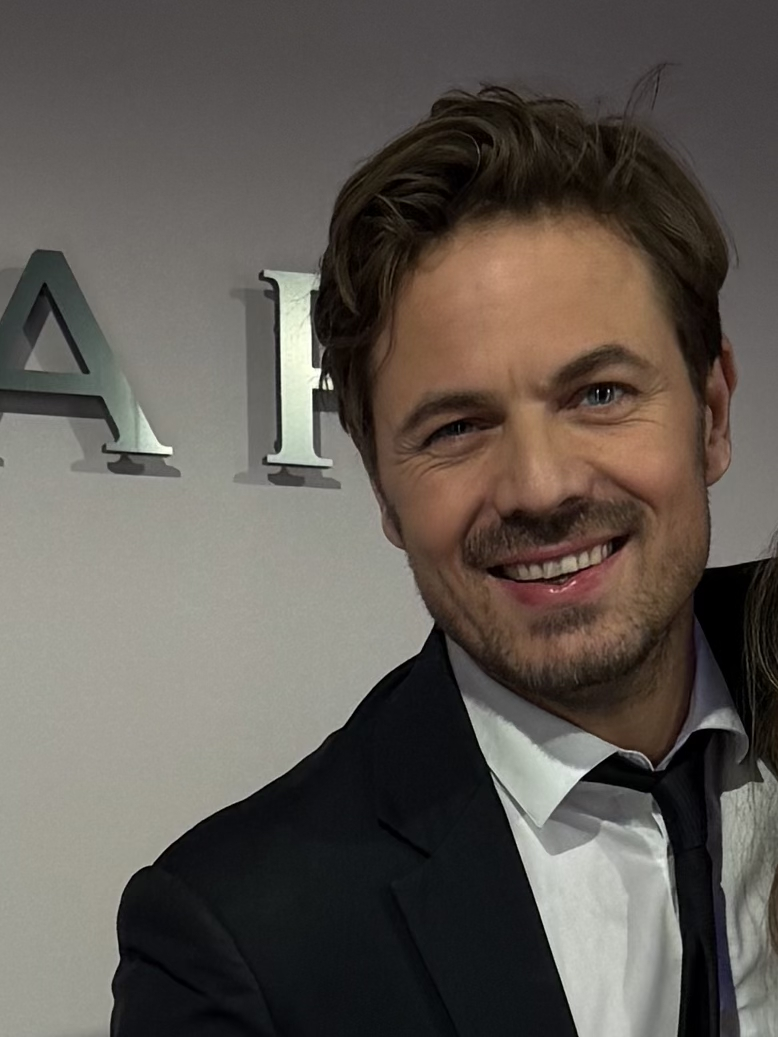
Rhon Diels (Berlinale 2025)

Rhon Diels (* 1. April 1975 in Marburg an der Lahn) ist ein deutscher Schauspieler. Seit Ende der 1990er Jahre ist er in zahlreichen Fernsehproduktionen, Kurzfilmen und Theaterstücken aktiv. Darüber hinaus war er auch als Produzent im Bereich Kurzfilm und als Musiker tätig.

## Leben

### Ausbildung
Rhon Diels machte erste schauspielerische Erfahrungen im Schultheater in Füssen. Er studierte ab 1999 Schauspiel an der Bayerische Theaterakademie August Everding im Prinzregententheater in München.

### Film und Fernsehen
Seit 1997 ist Diels regelmäßig im deutschen Fernsehen zu sehen. Seine erste größere Rolle hatte er in der ARD-Serie Verbotene Liebe. Es folgten Auftritte in Serien wie Inspektor Rolle, Der Kriminalist und Mit Herz und Handschellen. 
Seine erste große Serienhauptrolle hatte er 2005 gemeinsam mit Bruno Bruni Jr. als Sonnyboy Vincent Novak in der RTL-Serie Das geheime Leben der Spielerfrauen. 2007 hatte er eine Gastrolle in der RTL-Produktion Unter uns, in der als Robert Wellmeyer einen heißen Flirt der Serienrolle Lara Martensen kurz vor deren Hochzeit mit Paco Weigel spielte. Für das ZDF verkörperte er in dem Rosamunde-Pilcher-Fernsehfilm Herzen im Wind (2008) einen jungen englischen Lord. Von Mai bis Juni 2010 war er in der BR-Serie Dahoam is Dahoam als Brauereimitarbeiter Simon Wegner zu sehen. 
Weitere Episoden- und Gastrollen spielte er in Produktionen wie SOKO Kitzbühel, Der Bulle von Tölz, Forsthaus Falkenau, Der Bergdoktor, SOKO Leipzig, Die Rosenheim-Cops, Heldt und Jenny – echt gerecht. In der 5. Staffel der ZDF-Serie Dr. Klein (2019) übernahm er eine der Episodenrollen als rechtsnationaler Stuttgarter Lokalpolitiker. 
Diels war auch in mehreren Kinofilmproduktionen zu sehen, darunter Das Floß! (2014) und Hollywoodtürke (2019).

### Produzent
Im Jahre 2011 produzierte Rhon Diels gemeinsam mit Harald Geil den Kinokurzfilm Mein Schatz es tut mir so leid, welcher unter anderem bei den Internationalen Filmfestspielen von Cannes 2012 lief. Diels und Geil schrieben das Drehbuch und übernahmen die beiden Hauptrollen.

### Sonstiges
Zusammen mit dem Schauspieler Peer Kusmagk eröffnete er im Jahr 2006 das Restaurant La Raclette in Berlin-Kreuzberg, das im Oktober 2010 einem Brand zum Opfer fiel, aber inzwischen wiedereröffnet worden ist. Rhon Diels gründete außerdem zusammen mit Katja Rick die Band „Fengari & Brotherhood“, mit welcher er unter anderem Auftritte als Sänger beim „Summer Spirit Festival“ und beim „030-Festival“ hatte.
Diels war in zahlreichen Werbespots zu sehen, unter anderem für Philadelphia („The New Dads“), Nivea, Tic Tac, Yamaha, Telekom und Wrigley’s und Aldi Süd. Seit 1999 stand er darüber hinaus als für Marken wie Armani, Puma, KaDeWe, Bucherer, C&A auf dem Laufsteg und für Fotoproduktionen vor der Kamera.

## Filmografie (Auswahl)
- 1998–1999: Verbotene Liebe (Fernsehserie, 68 Folgen)
- 2004: Inspektor Rolle: Herz in Not (Fernsehserie, eine Folge)
- 2005: Das geheime Leben der Spielerfrauen (Fernsehserie, 4 Folgen)
- 2006: Mit Herz und Handschellen: Der falsche Freund (Fernsehserie, eine Folge)
- 2006–2007: Lotta in Love (Fernsehserie, 39 Folgen)
- 2006–2014: SOKO 5113 (Fernsehserie, drei Folgen, verschiedene Rollen)
- 2006–2014: SOKO Kitzbühel (Fernsehserie, zwei Folgen, verschiedene Rollen)
- 2007: Der Bulle von Tölz: Feuer und Flamme (Fernsehserie, eine Folge)
- 2008: Forsthaus Falkenau (Fernsehserie, zwei Folgen)
- 2008: Unser Charly: Unruhige Zeiten (Fernsehserie, eine Folge)
- 2008: Der Kriminalist: Eiskalter Tod (Fernsehserie, eine Folge)
- 2008: Rosamunde Pilcher – Herzen im Wind (Fernsehreihe)
- 2009: Der Komödienstadel – Der letzte Bär von Bayern (Fernsehreihe)
- 2009: Der Bergdoktor: Fehler mit Folgen (Fernsehserie, eine Folge)
- 2009: Der Komödienstadel – Endstation Drachenloch (Fernsehreihe)
- 2010: Dahoam is Dahoam (Fernsehserie, 12 Folgen)
- 2011–2013: Die Rosenheim-Cops (Fernsehserie, zwei Folgen, verschiedene Rollen)
- 2012: Herzflimmern – Die Klinik am See: Schein und Sein (Fernsehserie, eine Folge)
- 2013: Heldt: Heißer Stoff (Fernsehserie, eine Folge)
- 2013: SOKO Leipzig: Eiszeit (Fernsehserie, eine Folge)
- 2017: Alles was zählt (Fernsehserie, 9 Folgen)
- 2017: Maybe, Baby! (Kinofilm)
- 2019: Alles oder nichts: Betrug (Fernsehserie, eine Folge)
- 2019: Hollywoodtürke (Kinofilm)
- 2019: Jenny – echt gerecht: Tödliches Silikon (Fernsehserie, eine Folge)
- 2019: Dr. Klein: In der Zwickmühle (Fernsehserie, Doppelfolge)
- 2020: Familie Bundschuh im Weihnachtschaos (Fernsehreihe)
- 2021: Praxis mit Meerblick – Vatertag auf Rügen (Fernsehreihe)
- 2021–2022: Dahoam is Dahoam (Fernsehserie, 8 Folgen)
- 2023: Gute Zeiten, schlechte Zeiten (Fernsehserie, 17 Folgen)
- 2024: SOKO Stuttgart: Aufgetischt (Fernsehserie, eine Folge)